# Abou al-Alaa al-Maari
 (novembre 2021).
Abou al-Alaa al-Maari (arabe : أبو العلاء المعرّي, nom complet أبو العلاء أحمد بن عبد الله بن سليمان التنوخي المعري  ('Abū al-ʿAlāʾ Aḥmad ibn ʿAbd Allāh ibn Sulaymān al-Tanūẖī al-Maʿarrī'), né le 27 décembre 973 à Ma`arrat an-Numan et mort le 20 mai 1057 dans la même ville (363-449 du calendrier hégirien), est un important poète arabe, connu pour la virtuosité de sa langue, ainsi que pour l'originalité et le pessimisme de sa vision du monde.
Ses poèmes philosophiques sont nourris d’une tristesse existentielle profonde, faisant du pessimisme une ligne de conduite et le départ de toute réflexion philosophique. On a aussi vu en lui un hérétique.

## Biographie
Descendant de la tribu de Tanukh — comme l'indique sa nisba, al-Tanūẖī — , il naquit à Ma`arrat an-Numan au sud-ouest d'Alep dans une famille de juristes. Son grand-père et son père sont qâdi. Le père est un homme lettré que l'on respecte et qui est connu pour être généreux et honnête. Sa mère descend elle aussi d'une famille de notables cultivés. Al-Ma'arrî a deux frères qui furent également poètes.

### Enfance et adolescence
La varicelle le laissa pratiquement aveugle dès l'âge de quatre ans. Dès lors, il se consacre à l'étude (et il s'inscrit ainsi dans une longue tradition de lettrés aveugles, au nombre desquels on trouve les noms de Bashâr ibn Burd et Taha Hussein). Il travaille sous la direction de son père, et compose ses premiers poèmes à l'âge de onze ans. À quatorze ans, son père décède — un événement marquant pour l'adolescent qui part alors étudier à Alep, puis peut-être à Antioche et à Tripoli (Liban). On rapporte que dans cette dernière ville, il aurait entendu une personne s'entretenir de philosophie grecque, ce qui aurait été un des germes de son doute.

### Retour à Ma`arrat
Il revient dans sa ville natale à l'âge de vingt ans, sans doute en possession des principales connaissances de son temps. Cela aurait été rendu possible par sa mémoire exceptionnelle, à propos de laquelle on raconte nombre d'anecdotes. Il aurait ainsi été capable de réciter de larges extraits d'ouvrages après une simple écoute. Il reste durant une quinzaine d'années à Ma`arrat, composant des poèmes qu'il récite dans les cercles littéraires de la ville. Toutefois, très vite, il refuse d'écrire des éloges de circonstance. Il écrit ainsi dans L'Éclat du silex : « Je n'ai point frappé à la porte des grands seigneurs pour qu'ils m'entendent réciter ma poésie, et je ne leur ai pas adressé des louanges pour en obtenir récompense. »
Il mène une vie simple, à l'écart, dans la solitude. Mais on perçoit en lui une inquiétude spirituelle  ainsi qu'un orgueil blessé par son handicap, le refus de toute liaison sentimentale, une certaine sauvagerie aussi, tous traits qui iront en croissant et l'amèneront à choisir la réclusion chez lui.

### Bagdad
En 1008, à trente-six ans, il décide pourtant de se rendre à Bagdad, où il pourrait bien avoir eu l'intention de s'établir définitivement, peut-être pour y mener une vie plus facile et agréable. Néanmoins, il n'y reste qu'un an et sept mois. C'est le seul voyage qu'on lui connaisse qui, à part ses études, l'éloigna de sa ville natale. À Bagdad, ville du savoir en pleine effervescence intellectuelle à cette période, il fréquente les cercles littéraires, les deux vastes bibliothèque de la capitale de l'Empire abasside, et fréquente le cercle ismaélien des célèbres Frères de la pureté. Il est bien reçu dans les milieux intellectuels de Bagdad, preuve qu'il jouissait déjà d'une bonne réputation.
Pourtant, sa situation n'est pas très satisfaisante. Il se heurte aussi à l'hostilité de certains milieux littéraires, et refuse les compromis, les flatteries attendues d'un écrivain, les complots et perfidies entre littérateurs et les intrigues politiques. À cela vient s'ajouter la nouvelle que de la maladie de sa mère. En 1010, déçu et blessé, il décide donc  de quitter Bagdad — qui ne vaut pas mieux à ses yeux que Damas ou Alep —  et de retourner  chez lui. Il écrit d'ailleurs à un ami : « Deux raisons m'ont obligé à te laisser : une mère que je n'ai d'ailleurs pas pu revoir et des ressources réduites à une somme dérisoire. » Il est encore sur le chemin du retour quand il apprend la mort de sa mère, événement qui l'amène à une décision majeure, longuement réfléchie mais qui désormais s'impose avec évidence : âgé de trente-huit seulement, il décide de couper ses liens avec le monde et se cloîtrer dans sa maison, et ce pour le restant de ses jours. Il l'annonce d'ailleurs officiellement à son arrivée à Ma'arat, dans une longue lettre adressée à ses habitants ; il y déclare : « Mon âme n'a pas permis que je revienne avant que je ne lui aie juré trois choses : que je renonce à tout comme des graines renoncent à leur gousse, que je me sépare du monde comme l'oisillon [se sépare] de sa coquille, et que je me fixe en ce lieu qui est le mien, quand bien même ses habitants fuiraient par peur des Byzantins. »
Dès lors, il ne quittera plus sa ville natale, renonce à la richesse matérielle et se retire dans une habitation reculée, où il vit dans des conditions modestes. Localement, Al-Ma'arrî jouit de respect et d'autorité, et de nombreux étudiants viennent s'instruire auprès de lui. Il entretint également une riche correspondance.

## Œuvres et pensée
Al-Ma'arrî a écrit une soixantaine d'ouvrages, dont cinq seulement nous sont parvenus, à quoi vient s'ajouter sa correspondance.
Ses premières poésies, œuvre de jeunesse, sont rassemblées dans le recueil intitulé Saqt az-zand (« L'éclat de silex ») : ensemble de poèmes lyriques d'élégies et de panégyriques, qui jouit d'une grande popularité. Vient ensuite Al-Fusûl wa al-Ghâyât (« Dessins et Desseins » ou « Chapitres et Terminaisons »), qui regroupe des exhortations rimées et commentées. Les adversaires d'al-Maari y ont vu un pastiche sacrilège du Coran, idée rejetée par l'historien Hamilton Gibb en 1926 : « Ce que Abû-l-'Alâ' entend réellement par cet ouvrage reste un problème irrésolu ».
Al-Maari écrivit un second recueil de poésies plus original, Luzum ma lam yalzam (« La nécessité inutile »), ou Luzûmiyyât (en) (« Les impératives »), est un long poème qui moque de la tyrannie de la rime unique.
En 1974, Pieter Smoor a découvert un quatrième ouvrage : Risâlat as-Sâhil wa-sh-Shâhij (« L'Épître du cheval et du mulet »), qui se présente comme un dialogue humoristique entre deux animaux.
Le cinquième titre connu la Risalat al-ghufrân (« L'Épître du pardon »), sans doute écrite en 1033, souvent louée dans le monde arabe et par les arabisants mais peu lue, selon V. M. Monteil. Il s'agit là de son œuvre maîtresse. Dans ce texte apparaît l'humanisme sceptique de sa poésie ; le poète visite le paradis et rencontre ses prédécesseurs, poètes païens qui ont trouvé le pardon. Cette œuvre a suscité la suspicion chez les musulmans qui ont pensé qu'elle était marquée par le scepticisme. Gaston Wiet considérait ce texte comme « le chef-d'œuvre incontesté de la prose arabe », étant entendu qu'il s'agit d'une prose rimée.

### Pensée
Bien qu'il ait été l'avocat de la justice sociale et de l'action, Al-Ma'arrî pensait que les enfants ne devraient pas être conçus, afin d'épargner aux générations futures les douleurs de la vie. Par ailleurs, très original par rapport à son milieu, il était ascète et végétarien et a défendu le végétarisme et les animaux avec sincérité, se basant sur ses interprétations du Coran et sur ses propres raisonnements.
En novembre 2007, son œuvre était interdite d’exposition au Salon international du livre d'Alger (SILA) sur ordonnance du ministère des Affaires religieuses et des Waqfs algérien[réf. nécessaire].
En 2013, la statue qui lui avait été érigée à Maaret el-Noomane, sa ville de naissance, a été jetée à bas de son socle et décapitée par un groupe djihadiste armé,.

#### Traductions en français
- Les Impératifs : poèmes de l'ascèse (Édition bilingue; poèmes traduits de l'arabe, présentés et commentés par Hoa Hoï Vuong et Patrick Mégarbané), Arles, Actes Sud - Sinbad, 2009, 254 p.
- Rets d'éternité, traduction par Adonis et Anne Wade Minkowski, postface d'Adonis, Paris, Fayard, coll. « L'Espace intérieur », 1988, 183 p.
- L'Épître du pardon (préf. Étiemble, traduction, introduction et notes par Vincent-Mansour Monteil), Paris, Gallimard, coll. « Connaissance de l'Orient », 1984, 313 p.
- Chants de la nuit extrême, traduction, présentation et calligraphie par Sami-Ali, Paris, Verticales, 1998, 29 p. + 110 poèmes (non paginés) présentés sur une double page: à droite le poèmes, à gauche un extrait calligraphié.
- Un précurseur d'Omar Khayyam, le poète aveugle; extraits des poèmes et des lettres d'Aboû'l-'Alâ 'Al-Ma'rrî (363 A.H.), introduction et traduction par Georges Salmon, Paris, Charles Carrington, 1904. [lire en ligne (page consultée le 11 novembre 2021)]

### Traductions en anglais
- (en) The Letters Of Abu ‘L-Ala Of Ma’arrat Al-Nu’man (trad. David Samuel Margoliouth), Anecdota Oxoniensia, coll. « Semitic Series X », 1898 (réimpr. Kessinger Publishing, 2010), 352 p. (ISBN 978-1-165-11774-1)
- (en) « Abu'l - 'Alā al - Ma'arrī's Correspondence on Vegetarianism », The Journal of the Royal Asiatic Society of Great Britain and Ireland,‎ apr. 1902, p. 289-332 (lire en ligne, consulté le 11 novembre 2021)
- (en) The Epistle of Forgiveness, Risalat ul Ghufran : a Divine Comedy, traduit par G. Brackenbury, Dâr al-Maaref, Le Caire, 1943.

#### Études
- Taha Hussein (trad. de l'arabe par Jean-Pierre Milelli), Dans la prison d'Aboul-Ala, Villepreux, Milelli, 2009 (1re éd. 1940), 178 p. (ISBN 978-2-916-59011-0)
- André Miquel, « ABŪ L-‘ALĀ' AL-MA‘ARRĪ (979-1058) », sur universalis.fr (consulté le 11 novembre 2021).
- (en) Suzanne Pinckney Stetkevych, « The Snake in the Tree in Abu al-ʿAlaʾ al-Maʿarri’s Epistle of Forgiveness: Critical Essay and Translation », Journal of Arabic Literature, no 45,‎ 2014, p. 1-80 (lire en ligne, consulté le 11 novembre 2021)
- Moustapha Saleh, « Abū'l-ʿAlā' al-Maʿarrī (363-449/973-1057) Bibliographie critique », Bulletin d'études orientales,‎ 1969, p. 133-204 (lire en ligne, consulté le 20 novembre 2021)
- (en) Pieter Smoor, « Enigmatic Allusion and Double Meaning in Maʿarrī's Newly-Discovered "Letter of a Horse and a Mule" Part I », Journal of Arabic Literature, vol. 12,‎ 1981, p. 49-73 (lire en ligne, consulté le 11 novembre 2021)
- (en) Pieter Smoor, « Enigmatic Allusion and Double Meaning in Maʿarrī's Newly-Discovered "Letter of a Horse and a Mule" Part II », Journal of Arabic Literature, vol. 13,‎ 1982, p. 23-52 (lire en ligne, consulté le 11 novembre 2021)
- Dominique Urvoy, Les penseurs libres de l'islam classique, Paris, Flammarion, coll. « Champs », 2003 (1re éd. 1996, Albin Michel), 262 p. (ISBN 978-2-080-80044-2), p. 163-176
- Hoa Hoï Vuong et Patrick Mégarbané, « Préface ; Annexes I, II, III », dans Les Impératifs, poèmes de l'ascèse, Arles, Sinbad - Actes Sud, 2009, 254 p. (ISBN 978-2-742-78814-9), p. 7-37 ; 193-254